# Richard Camacho
Richard Yashel Camacho Puello (Cidade de Nova York, 22 de janeiro de 1997) é um cantor, dançarino e compositor estadunidense-dominicano. Ele é mais conhecido por ser integrante do grupo latino CNCO. Richard deu início à carreira após participar da primeira temporada do talent show La Banda da Univision.

## Biografia
Richard nasceu na cidade de Nova York nos Estados Unidos no dia 22 de janeiro de 1997, e tem origem familiar da República Dominicana. Por causa disso, Richard é um cidadão estadunidense e dominicano, tendo assim a dupla nacionalidade. Ele é bilíngue, falando a língua castelhana e a língua inglesa.

## Carreira
Richard provém de uma família com muito talento para a música.
Em 2015, acompanhado de seu irmão Yashua Camacho realizou audições para a primeira temporada do programa musical La Banda, que foi transmitido pela rede de televisão Univision dos Estados Unidos, onde ao finalizar elegeu cinco rapazes para formar uma nova banda de garotos da América Latina dos Estados Unidos. Ainda que seu irmão não tenha conseguido passar para a segunda etapa de audições, o que não foi nada fácil para ele, Richard tomou forças para conseguir passar as próximas rodadas. Para alguns ele pode não ser o melhor da atual banda, mas o que importa é que ele tem muito talento e transmite uma energia imensa quando canta e dança.
Após haver passado para a última rodada dos "Middle Rounds" foi um dos doze rapazes que competiram ao vivo para ganhar um posto no novo grupo musical na primeira temporada de La Banda.
No dia 13 de dezembro de 2015, foi o segundo candidato confirmado para integrar a banda atualmente chamada CNCO, gerenciada por Ricky Martin. Durante o programa demonstrou que canta qualquer tipo de gênero musical, é também dançarino, toca alguns instrumentos musicais como piano e violão, e também sabe compor.

## Paternidade
Em sua vida pessoal antes de La Banda, ele teve um relacionamento amoroso com a Yocelyn Alexander, uma modelo e influenciadora digital no Instagram, nascida na cidade de Trenton em Nova Jérsia, e de origem porto-riquenha. Não se tem informações oficiais do porque esse relacionamento terminou. Desse relacionamento nasceu Aaliyah Sofía Camacho Alexander, no início de agosto de 2016, apesar de ser pai na adolescência, Richard cumpre seu papel mesmo em meio aos shows que agora faz com a CNCO, em vez de deixar só a mãe cuidar de sua filha. Assim ele se torna um excelente exemplo deixando para muitos adolescentes essa responsabilidade de hoje em dia.